# Giacomo Bargone
Giacomo Bargone (né à Gênes à une date inconnue - mort à une date inconnue) était un peintre italien de la Renaissance, actif au XVIe siècle.

## Biographie
Giacomo Bargone était un peintre de la Renaissance né et actif à Gênes qui s'est formé avec Andrea et Ottavio Semini.
Giacomo Bargone s'est attiré la jalousie d'un artiste contemporain, Lazzaro Calvi, qui l'aurait empoisonné et est réputé pour avoir racheté son chat pour plusieurs milliers de ducats.